# Canton de Haguenau
Le canton de Haguenau est une circonscription électorale française située dans le département du Bas-Rhin, dans la collectivité européenne d'Alsace.

## Histoire
Le canton de Haguenau a été créé en 1801.
Un nouveau découpage territorial du Bas-Rhin entre en vigueur à l'occasion des premières élections départementales suivant le décret du 18 février 2014. Les conseillers départementaux sont, à compter de ces élections, élus au scrutin majoritaire binominal mixte. Les électeurs de chaque canton élisent au Conseil départemental, nouvelle appellation du Conseil général, deux membres de sexe différent, qui se présentent en binôme de candidats. Les conseillers départementaux sont élus pour 6 ans au scrutin binominal majoritaire à deux tours, l'accès au second tour nécessitant 12,5 % des inscrits au 1er tour. En outre la totalité des conseillers départementaux est renouvelée. Ce nouveau mode de scrutin nécessite un redécoupage des cantons dont le nombre est divisé par deux avec arrondi à l'unité impaire supérieure si ce nombre n'est pas entier impair, assorti de conditions de seuils minimaux. Dans le Bas-Rhin, le nombre de cantons passe ainsi de 44 à 23. Le nombre de communes du canton de Haguenau passe de 16 à 14.
Le canton de Haguenau est entièrement formé de communes de l'ancien canton de Haguenau. Il est entièrement inclus dans l'arrondissement de Haguenau-Wissembourg. Le bureau centralisateur est situé à Haguenau.

## Représentation

### Conseillers généraux de 1833 à 2015
| Période | Période          | Identité                         | Étiquette       | Qualité |
| ------- | ---------------- | -------------------------------- | --------------- | --- |
| 1833    | 1848             | François Laurent Joseph Nebel    |                 | Banquier, négociant, magistrat Conseiller municipal de Strasbourg |
| 1848    | 1855             | Charles Hild                     |                 | Propriétaire, maire de Haguenau (1848-1853), conseiller d'arrondissement |
| 1855    | 1863 (décès)     | Prosper de Baudel de Vaudrécourt |                 | Propriétaire, maire de Haguenau |
| 1863    | 1866 (démission) | Dominique Maurice Chompré        |                 | Ancien officier Maire de Haguenau (1853-1866) |
| 1866    | 1871             | Joseph Paganetto                 |                 | Négociant, propriétaire à Haguenau |
| 1871    | 1919             | Occupation allemande             |                 | |
| 1919    | 1940             | Jean Gromer                      | PDP             | Bibliothécaire à Haguenau |
|         |                  |                                  |                 | |
| 1945    | 1951             | Joseph Wendling (1896-1955)      | MRP             | Maire de Schweighouse-sur-Moder |
| 1951    | 1970             | Pierre Pflimlin                  | MRP             | Avocat - Maire de Strasbourg (1959-1983) Député (1945-1967) Président de la communauté urbaine de Strasbourg (1967-1983) Président du conseil général (1951-1960) Ministre (1946-1962) |
| 1970    | 1976             | Frédéric North (1905-1992)       | UDR             | Professeur Maire de Haguenau (1961-1971) |
| 1976    | 1988             | André Traband                    | CDpuis UDF-CDS  | Inspecteur de l'Enseignement technique retraité Maire de Haguenau (1971-1989) Sénateur (mars-avril 1992)                                                                               |
| 1988    | 2015             | Jean-Paul Wirth                  | UDF-CDSpuis UMP | Chef d'entreprise Conseiller municipal de Haguenau Vice-président du conseil général                                                                                                   |

### Conseillers d'arrondissement (de 1833 à 1871 et de 1919 à 1940)
Le canton de Haguenau appartenait à l'arrondissement de Strasbourg.
| Période                                  | Période | Identité                               | Étiquette | Qualité |
| ---------------------------------------- | ------- | -------------------------------------- | --------- | --- |
| 1833                                     | 1839    | François Valentin Méniolle (1792-1841) |           | Teinturier, maire de Schweighausen                                                                          |
| 1839                                     | 1848    | Charles Hild                           |           | Propriétaire à Haguenau                                                                                     |
| 1940                                     |         |                                        |           | Les conseils d'arrondissement ont été suspendus par la loi du 12 octobre 1940 et n'ont jamais été réactivés |
| Les données manquantes sont à compléter. |         |                                        |           | |

### Conseillers départementaux depuis 2015
| Période élective | Période élective | Mandat | Mandat | Identité           | Nuance | Nuance | Qualité |
| ---------------- | ---------------- | ------ | ------ | ------------------ | ------ | ------ | --- |
| 2015             | 2021             | 2015   | 2021   | Isabelle Dollinger |        | LR     | Commerçante Maire de Batzendorf Vice-présidente du Conseil Départemental puis de la Collectivité européenne d'Alsace                               |
| 2015             | 2021             | 2015   | 2021   | André Erbs         |        | DVD    | Retraité Premier adjoint au Maire d'Haguenau |
| 2021             | 2028             | 2021   | 2028   | Isabelle Dollinger |        | LR     | Conseillère sortante 2e vice-présidente chargée du service public alsacien et de la transformation de l'action publique en lien avec les habitants |
| 2021             | 2028             | 2021   | 2028   | André Erbs         |        | DVD    | Conseiller sortant 15e vice-président chargé du territoire Nord Alsace Haguenau-Wissembourg                                                        |

À l'issue du 1er tour des élections départementales de 2015, deux binômes sont en ballotage : Isabelle Dollinger et André Erbs (Union de la Droite, 44,54 %) et Bernard Kocher et Nadia Lemoine (FN, 27,53 %). Le taux de participation est de 46,98 % (15 997 votants sur 34 054 inscrits) contre 47,83 % au niveau départemental et 50,17 % au niveau national.
Au second tour, Isabelle Dollinger et André Erbs (Union de la Droite) sont élus avec 66,53 % des suffrages exprimés et un taux de participation de 44,87 % (9 522 voix pour 15 281 votants et 34 054 inscrits).

## Composition

### Composition avant 2015

Emplacements des communes dans le canton de Haguenau avant 2015.

Le canton de Haguenau regroupait 16 communes.
| Nom                    | Code Insee | Codepostal  | Superficie (km2) | Population (dernière pop. légale) | Densité (hab./km2) |
| ---------------------- | ---------- | ----------- | ---------------- | --------------------------------- | ------------------ |
| Haguenau (chef-lieu)   | 67180      | 67500       | 182,59           | 34 406 (2012)                     | 188                |
| Batzendorf             | 67023      | 67500       | 6,74             | 954 (2012)                        | 142                |
| Berstheim              | 67035      | 67170       | 3,09             | 413 (2012)                        | 134                |
| Dauendorf              | 67087      | 67350       | 7,63             | 1 447 (2012)                      | 190                |
| Hochstett              | 67203      | 67170       | 2,13             | 316 (2012)                        | 148                |
| Huttendorf             | 67215      | 67270       | 4,40             | 478 (2012)                        | 109                |
| Kaltenhouse            | 67230      | 67240       | 3,72             | 2 240 (2012)                      | 602                |
| Morschwiller           | 67304      | 67350       | 4,62             | 584 (2012)                        | 126                |
| Niederschaeffolsheim   | 67331      | 67500       | 6,24             | 1 315 (2012)                      | 211                |
| Ohlungen               | 67359      | 67170 67590 | 8,39             | 1 319 (2012)                      | 157                |
| Schweighouse-sur-Moder | 67458      | 67590       | 9,91             | 4 911 (2012)                      | 496                |
| Uhlwiller              | 67497      | 67350       | 7,46             | 702 (2012)                        | 94                 |
| Wahlenheim             | 67510      | 67170       | 2,55             | 379 (2012)                        | 149                |
| Weitbruch              | 67523      | 67500       | 15,11            | 2 730 (2012)                      | 181                |
| Wintershouse           | 67540      | 67590       | 3,66             | 895 (2012)                        | 245                |
| Wittersheim            | 67546      | 67670       | 7,05             | 597 (2012)                        | 85                 |

### Composition depuis 2015
Le canton de Haguenau comprend désormais quatorze communes entières.
| Nom                              | Code Insee | Intercommunalité | Superficie (km2) | Population (dernière pop. légale) | Densité (hab./km2) | Modifier                                    |
| -------------------------------- | ---------- | ---------------- | ---------------- | --------------------------------- | ------------------ | ------------------------------------------- |
| Haguenau (bureau centralisateur) | 67180      | CA de Haguenau   | 182,59           | 36 070 (2022)                     | 198                | modifier les données · modifier les données |
| Batzendorf                       | 67023      | CA de Haguenau   | 6,74             | 968 (2022)                        | 144                | modifier les données · modifier les données |
| Berstheim                        | 67035      | CA de Haguenau   | 3,09             | 513 (2022)                        | 166                | modifier les données · modifier les données |
| Dauendorf                        | 67087      | CA de Haguenau   | 7,63             | 1 433 (2022)                      | 188                | modifier les données · modifier les données |
| Hochstett                        | 67203      | CA de Haguenau   | 2,13             | 421 (2022)                        | 198                | modifier les données · modifier les données |
| Huttendorf                       | 67215      | CA de Haguenau   | 4,40             | 491 (2022)                        | 112                | modifier les données · modifier les données |
| Morschwiller                     | 67304      | CA de Haguenau   | 4,62             | 614 (2022)                        | 133                | modifier les données · modifier les données |
| Niederschaeffolsheim             | 67331      | CA de Haguenau   | 6,24             | 1 331 (2022)                      | 213                | modifier les données · modifier les données |
| Ohlungen                         | 67359      | CA de Haguenau   | 8,39             | 1 381 (2022)                      | 165                | modifier les données · modifier les données |
| Schweighouse-sur-Moder           | 67458      | CA de Haguenau   | 9,91             | 5 116 (2022)                      | 516                | modifier les données · modifier les données |
| Uhlwiller                        | 67497      | CA de Haguenau   | 7,46             | 674 (2022)                        | 90                 | modifier les données · modifier les données |
| Wahlenheim                       | 67510      | CA de Haguenau   | 2,55             | 609 (2022)                        | 239                | modifier les données · modifier les données |
| Wintershouse                     | 67540      | CA de Haguenau   | 3,66             | 862 (2022)                        | 236                | modifier les données · modifier les données |
| Wittersheim                      | 67546      | CA de Haguenau   | 7,05             | 728 (2022)                        | 103                | modifier les données · modifier les données |
| Canton de Haguenau               | 6705       |                  | 256,46           | 51 211 (2022)                     | 200                | modifier les données                        |

## Démographie

### Démographie avant 2015
| 1962   | 1968   | 1975   | 1982   | 1990   | 1999   | 2006   | 2011   | 2012   |
| ------ | ------ | ------ | ------ | ------ | ------ | ------ | ------ | ------ |
| 32 448 | 35 927 | 39 540 | 42 240 | 43 883 | 49 594 | 53 205 | 53 783 | 53 686 |

### Démographie depuis 2015
En 2022, le canton comptait 51 211 habitants, en évolution de +4,34 % par rapport à 2016 (Bas-Rhin : +3,17 %, France hors Mayotte : +2,11 %).
| 2013   | 2018   | 2022   |
| ------ | ------ | ------ |
| 48 854 | 49 536 | 51 211 |